# Brauhaus (Gemeinden Albrechtsberg, Lichtenau)
Brauhaus ist eine Siedlung in den Gemeinden Lichtenau im Waldviertel und Albrechtsberg an der Großen Krems in Niederösterreich.

## Geografie
Brauhaus befindet sich zwischen Albrechtsberg und Scheutz am Übergang über die Große Krems. Im Ort befindet sich ein privates Museum mit über 17.000 Exponaten aus verschiedenen Epochen, teils bäuerlichen Gerätschaften, aber auch Arbeitsgeräten und Werkzeugen aus vielen verschiedenen Berufen.

## Geschichte
Laut Adressbuch von Österreich waren im Jahr 1938 in Brauhaus ein Taxiunternehmer, ein Gastwirt und ein Sägewerk ansässig.